# Vakarcs (film)
A Vakarcs (eredeti cím: Runt) 2024-es ausztrál családi filmvígjáték-dráma, amelyet John Sheedy rendezett. A forgatókönyvet Craig Silvey írta, Runt című 2022-es regényéből. A főbb szerepekben Jai Courtney, Lily LaTorre, Celeste Barber, Deborah Mailman és Jack Thompson látható.
Ausztráliában 2024. szeptember 19-én mutatták be a mozikban. Magyarországon szeptember 26-án jelent meg a Prorom Entertainment Kft. forgalmazásában.

## Cselekmény
Amikor a fiatal Annie Shearer találkozik egy kóbor kutyával, Vakarccsal, elválaszthatatlanokká válnak.
A száraz nyugat-ausztráliai Upson Downs városában élnek, ahol több mint egy éve nem esett eső. A körzet összes vizét a gonosz Earl Robert-Barren kaparintotta meg, aki a birtokán épített gátban tárolja azt. A férfi célja felvásárolni a körzet összes ingatlanát, miután azok a szárazság miatt tönkrementek. Annie családjának farmja is veszélybe kerül. Annie Londonban, a világ elsőszámú kutya agility versenyén akar indulni kiskedvencével, hogy az első helyezésért járó pénzdíjból megmentse otthonát.

## Szereplők
| Szerep             | Színész         | Magyar hang         |
| ------------------ | --------------- | ------------------- |
| Bryan Shearer      | Jai Courtney    | Király Attila       |
| Annie Shearer      | Lily LaTorre    | Zámbori Maya        |
| Susie Shearer      | Celeste Barber  | Ligeti Kovács Judit |
| Bernadette Box     | Deborah Mailman | Köves Dóra          |
| Earl Robert-Barren | Jack Thompson   | Harsányi Gábor      |
| Dolly Shearer      | Genevieve Lemon | Pálos Zsuzsa        |
| Fergus Fink        | Matt Day        | Fekete Ernő         |
| Max Shearer        | Jack Latorre    | Gyetvai Martin      |
| Doreen Gout        | Catherine Moore | Spilák Klára        |

## A film készítése
A filmet a nyugat-ausztráliai Yorkban forgatták.

## Fordítás
- Ez a szócikk részben vagy egészben  a   Runt (2024 film) című angol Wikipédia-szócikk fordításán alapul.  Az eredeti cikk szerkesztőit annak laptörténete sorolja fel. Ez a jelzés csupán a megfogalmazás eredetét és a szerzői jogokat jelzi, nem szolgál a cikkben szereplő információk forrásmegjelöléseként.